# Hemigrammus vorderwinkleri
Hemigrammus vorderwinkleri es una especie de pez de la familia Characidae en el orden de los Characiformes.

## Morfología
Los machos pueden llegar alcanzar los 3,3 cm de longitud total.

## Hábitat
Vive en zonas de clima tropical entre 23 °C y 27 °C de temperatura.

## Distribución geográfica
Se encuentran en Sudamérica: cuenca del río Negro.